# Tmarus soricinus
Tmarus soricinus är en spindelart som beskrevs av Simon 1906. Tmarus soricinus ingår i släktet Tmarus och familjen krabbspindlar. Inga underarter finns listade i Catalogue of Life.